# Budget carbone

Cette figure illustre les taux auxquels les émissions mondiales de CO_{2} doivent diminuer après 2024 pour limiter l’augmentation de la température mondiale à 1,5, 1,7 ou 2,0 degrés Celsius sans recourir à des émissions nettes négatives.

Un budget carbone représente la limite supérieure des émissions de dioxyde de carbone total (CO2) qui permettraient de rester en dessous d'un seuil de température moyenne mondiale visé,,. Un budget carbone peut également être associé à d'autres variables climatiques telles que le forçage radiatif.
La notion est proche de celle de quota d’émissions ou d'émissions acceptables.
Les budgets d’émission globaux sont calculés en fonction des émissions cumulatives historiques issues de la combustion de combustibles fossiles, des processus industriels et du changement d'affectation des sols. Ils varient en fonction de l’objectif de température globale choisi, de la probabilité de rester en dessous de cet objectif et de l’émission d'autres gaz à effet de serre (GES). Les budgets d'émission globaux peuvent être encore divisés en budgets d'émissions nationaux, afin que les pays puissent fixer des objectifs spécifiques d'atténuation du changement climatique. Les budgets d'émissions sont pertinents pour l'atténuation du changement climatique car ils indiquent une quantité finie de dioxyde de carbone qui peut être émise au fil du temps, avant de se traduire par des niveaux dangereux de réchauffement de la planète. Le changement de température globale est indépendant de la localisation géographique de ces émissions et est largement indépendant du moment choisi pour les émettre,.
Un objectif d'émissions peut être distingué d'un budget d'émissions, car un objectif d'émissions peut être fixé au niveau international ou national conformément à des objectifs tels que des objectifs politiquement et socialement acceptables et ne pas se référer aux études scientifiques climatologiques et à une température globale spécifique.
Selon Copernicus, la baisse d'émission de GES liée à la pandémie de Covid-19 a été suivie d'un rebond en 2023, qui a vu de nouveaux records annuels atteints : 37,4 milliards de tonnes en 2024, soit + 0,8 % par rapport à 2023, concentrés en Chine et en Inde et poussés par le transport mondial, les incendies et la déforestation. Le seuil de +1,5 °C vis par l'Accord de Paris semble inatteignable, et celui de +2,5 °C est proche d'être dépassé : le budget carbone compatible avec un réchauffement mondial de +2,5 °C sera épuisé avant mi-2028 si les émissions de GES se maintiennent au niveau de 2025. Les puits de carbone océaniques et terrestres absorbent environ 56 % des émissions totales, mais les puits océaniques et forestiers s'affaiblissent. Le taux de CO2 dans l'air devrait atteindre 422,5 ppm en 2024 (52 % au-dessus des niveaux préindustriels) et le budget carbone restant en 2024 pour limiter le réchauffement à +1,5 °C (environ 235 Gt de CO2) correspond à environ six années d’émissions au rythme de 2024.

## Estimations
La découverte d'une relation presque linéaire entre l'élévation de la température mondiale et les émissions cumulatives de dioxyde de carbone a encouragé l'estimation des budgets d'émissions globales afin de rester en dessous de niveaux dangereux de réchauffement. De la période pré-industrielle à 2011, environ 1 890 gigatonnes de CO2 ont été émises au niveau mondial, et 2 050 Gt jusqu'en 2015.
Les estimations scientifiques des budgets ou quotas d'émissions globaux restants diffèrent considérablement en raison d'approches méthodologiques divergentes et de considérations de seuils.
Certaines estimations budgétaires courantes sont celles associées à un réchauffement de la planète de 1,5 °C,, et de 2 °C,,. Ces estimations dépendent fortement de la probabilité d'atteindre un objectif de température.
| Cible pour l'élévation moyenne de la température mondiale | Probabilité de rester en dessous de la cible | Bilan des émissions, pétagrammes (milliards de tonnes) de carbone | Budget des émissions, milliards de tonnes de CO2 | Plage de dates | Source (Rogelj et al. 2016 a une autre liste d'estimations ) | Page dans la source            |
| --------------------------------------------------------- | -------------------------------------------- | ----------------------------------------------------------------- | ------------------------------------------------ | -------------- | ------------------------------------------------------------ | ------------------------------ |
| 1,5 °C                                                    | 66 %                                         | 220-250                                                           | 810-920                                          | 2015-2100      | Millar et al. 2017                                           | 4                              |
| 1,5 °C                                                    | 50 %                                         |                                                                   | 400-570                                          | 2011-2100      | Rogelj et al. 2015                                           | 3                              |
| 1,5 °C                                                    | 50 %                                         | 370                                                               | 1400                                             | 2015-2100      | Millar et al. 2017                                           | 4                              |
| 1,5 °C                                                    | 50 %                                         |                                                                   | 1060                                             | 2016-2100      | Matthews et al. 2015                                         | soustraction dans le tableau 2 |
| 2 °C                                                      | 75 %                                         |                                                                   | 610-830                                          | 2011-2100      | Rogelj et al. 2015                                           | 3                              |
| 2 °C                                                      | 66 %                                         |                                                                   | 1200                                             | 2015-2100      | Friedlingstein et al. 2014                                   | 710                            |
| 2 °C                                                      | 66 %                                         |                                                                   | 1000                                             | 2020-2100      | Friedlingstein et al. 2014                                   | 710                            |
| 2 °C                                                      | 66 %                                         | 270                                                               | 990                                              | 2012-2100      | 2015 GIEC 2015                                               | 1113                           |
| 2 °C                                                      | 66 %                                         |                                                                   | 940                                              | 2011-2100      | Rogelj et al. 2015                                           | 3                              |
| 2 °C                                                      | 50 %                                         |                                                                   | 990-1450                                         | 2011-2100      | Rogelj et al. 2015                                           | 3                              |
| 2 °C                                                      | 50 %                                         |                                                                   | 2085                                             | 2016-2100      | Matthews et al. 2015                                         | soustraction dans le tableau 2 |
| 2 °C                                                      | 50 %                                         |                                                                   | 1500                                             | 2015-2100      | Friedlingstein et al. 2014                                   | 710                            |
| 2 °C                                                      | 50 %                                         |                                                                   | 1300                                             | 2020-2100      | Friedlingstein et al. 2014                                   | 710                            |
| 3 °C                                                      | 66 %                                         |                                                                   | 2900                                             | 2015-2100      | Friedlingstein et al. 2014                                   | 710                            |
| 3 °C                                                      | 66 %                                         |                                                                   | 2700                                             | 2020-2100      | Friedlingstein et al. 2014                                   | 710                            |
| 3 °C                                                      | 50 %                                         |                                                                   | 3300                                             | 2015-2100      | Friedlingstein et al. 2014                                   | 710                            |
| 3 °C                                                      | 50 %                                         |                                                                   | 3100                                             | 2020-2100      | Friedlingstein et al. 2014                                   | 710                            |

Les budgets d'émissions ont également été estimés comme alternative aux budgets établis en utilisant des objectifs de température, à l'aide des scénarios RCP, qui sont basés sur les valeurs de forçage radiatif de la fin du siècle - et cela bien que les températures puissent également être déduites du forçage radiatif. Ces budgets ont été présentés dans le cinquième rapport d'évaluation du Groupe d'experts intergouvernemental sur l'évolution du climat.
Au parlement de Paris, le 23 juillet 2019, Greta Thunberg popularise la page 108 du chapitre 2 du Rapport spécial du GIEC sur les conséquences d'un réchauffement planétaire de 1,5 °C et donne le budget carbone restant au niveau mondial pour avoir 67 % de chances de ne pas dépasser une augmentation de température de 1,5 °C : 420 gigatonnes (Gt) de CO2 (dioxyde de carbone) début 2018 (actualisés à 360 Gt au moment où elle parle).

## État du budget carbone mondial en 2025 (+1,5 °C inatteignable)
Une étude parue mi-2025 confirme que le budget carbone compatible avec un réchauffement mondial de +2,5 °C sera épuisé d’ici trois ans si les émissions de gaz à effet de serre (GES) se maintiennent au niveau de 2025, une étude. Après la baisse liée à la pandémie de Covid-19, en 2023, les émissions de GES ont battu un nouveau record (55 milliards de tonnes de équivalent CO2), et la tendance s'est poursuivie en 2024. Au moins 90 % du réchauffement observé est anthropique, et la baisse des pollutions soufrées (qui refroidissaient un peu le climat, mais dégradent les puits de carbone) accélère la hausse des températures. Le seuil de +1,5 °C est désormais dépassé et celui de +2 °C est proche si aucune mesure forte n’est prise avant 2030.

## Capture du carbone atmosphérique
Pour les chercheurs, les émissions sont susceptibles de dépasser l'un de ces budgets restants ce qui obligerait à capturer le CO2 dans l'atmosphère et à le stocker sous terre ou bien dans l'environnement. Une étude parue en 2015 dans Nature indique que les budgets de carbone ne peuvent être respectés qu'en capturant le CO2 : « dans tous les scénarios sauf les plus optimistes, il faut également réaliser des émissions négatives bien que la faisabilité de celles-ci n'a pas encore été démontrée ».
Les scientifiques s'accordent pour dire que ces recherches sont nécessaires. Selon le rapport spécial du GIEC sur les conséquences d'un réchauffement planétaire de 1,5 °C, « tous les scénarios qui limitent le réchauffement planétaire à 1,5 °C avec un dépassement limité ou inexistant prévoient un retrait de CO2 (carbon dioxide removal, CDR) de l'ordre de 100–1 000 GtCO2 au cours du 21e siècle. Ce retrait doit être utilisé pour compenser des émissions résiduelles et obtenir des émissions négatives nettes afin de ramener le réchauffement planétaire à 1,5 °C après un pic ».
Même pour l'objectif moins strict de réchauffement à 2 °C, la capture du carbone est nécessaire. Le cinquième rapport d'évaluation du GIEC n’a qu'un seul scénario RCP qui limite le réchauffement à 2 °C : « Le RCP2.6 est un scénario qui vise à probablement maintenir le réchauffement planétaire en dessous de 2 °C au-dessus des températures pré-industrielles. Dans la majorité des modèles, les scénarios répondant à des niveaux de forçage similaires à ceux du RCP2.6 sont caractérisés par d'importantes émissions nettes négatives d'ici 2100, de l'ordre de 2 GtCO2/an ».
Les deux scénarios du sixième rapport d'évaluation du GIEC compatibles avec les objectifs de l'accord de Paris sur le climat (1,5 °C et 2 °C de réchauffement maximum) intègrent également des émissions négatives (carbon dioxide removal, CDR), essentiellement par des procédés industriels, et dans une moindre mesure s'appuyant sur des processus biologiques (via la reforestation, un changement des pratiques agricoles…),.

## Budgets d'émissions nationaux

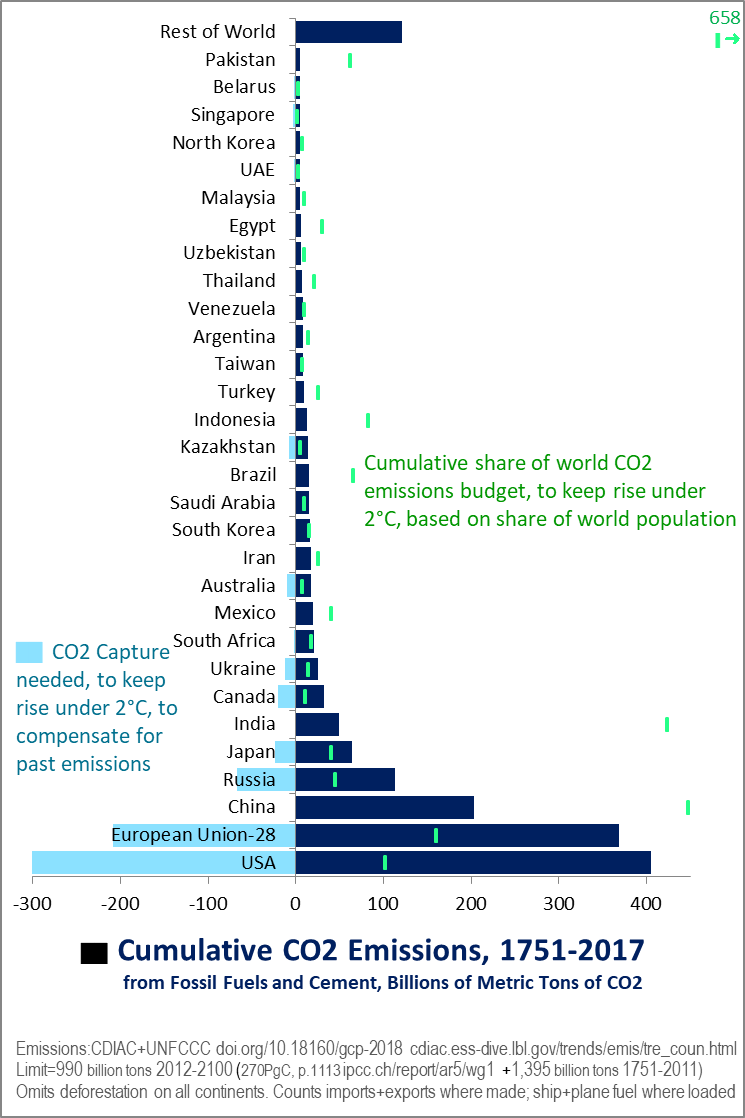
Émissions de par pays.

Du fait des différences entre les pays, comme la population, le niveau d'industrialisation, les émissions nationales historiques cumulées et les capacités d'atténuation, les scientifiques ont tenté de répartir les budgets mondiaux du carbone entre les pays selon des méthodes respectant des principes d'équité. L'allocation des budgets d'émissions nationaux est comparable au partage du fardeau du changement climatique. De nombreux auteurs ont procédé à des analyses quantitatives qui répartissent les budgets d’émission ,,, en abordant souvent simultanément les disparités des émissions historiques de GES entre les pays.
Un principe commun qui a été utilisé pour allouer les budgets d'émissions globaux aux pays est le principe du pollueur-payeur qui tient compte des contributions historiques cumulées des nations aux émissions mondiales. Ainsi, les pays ayant des émissions plus importantes pendant une période donnée (par exemple, depuis l'ère préindustrielle jusqu'à présent) sont les plus responsables de la réduction des émissions excédentaires. Ainsi, leurs budgets d'émissions nationaux seront inférieurs à ceux qui ont moins émis dans le passé. Le concept de responsabilité historique nationale vis-à-vis du changement climatique a prévalu dans la littérature depuis le début des années 1990,. En conséquence, certains ont quantifié leurs émissions historiques cumulées d’états, afin d’identifier les pays ayant la plus grande responsabilité historique. Ce principe est privilégié par les pays en développement car il leur confère des budgets d'émissions plus importants.
Un autre principe d'équité largement utilisé pour le calcul des budgets d'émissions nationaux est le principe " égalitaire". Ce principe stipule que les individus doivent avoir les mêmes droits en matière de pollution et que, par conséquent, les budgets d'émissions doivent être répartis proportionnellement en fonction des populations des États. Certains scientifiques ont donc privilégié l'utilisation des émissions nationales par habitant dans les calculs du budget des émissions nationales,,, ce qui peut favoriser les pays ayant une population plus nombreuse ou en croissance rapide.
Un troisième principe d’équité utilisé dans les calculs du budget national tient compte de la souveraineté nationale : Le principe de « souveraineté » souligne le droit égal des peuples à polluer.
La méthode de l'antériorité pour le calcul des budgets d'émissions nationaux est le principe selon lequel les budgets actuels sont proportionnels aux émissions passées pour l'année choisie par convention. Cette méthode a été utilisée dans le cadre de régimes internationaux tels que le protocole de Kyoto et la phase initiale du système européen d'échange de quotas d'émission (EU ETS). Ce principe est souvent privilégié par les pays développés car il leur alloue des budgets d'émissions plus importants.
Un autre principe d'équité revient à tenir compte de la capacité technique et financière des pays pour diminuer les émissions ou pour permettre l'adaptation au réchauffement climatique. Ce principe demande aux pays développés de payer davantage que les pays pauvres.

### En France
Selon le Haut Conseil pour le climat (HCC, instance consultative indépendante française créée en novembre 2018), « le deuxième budget carbone (de la France) est en voie d'être dépassé sur la période 2019-2022 lorsque la faible absorption par les puits de carbone est prise en compte » ; « malgré les nombreuses mesures structurelles mises en œuvre dans l'ensemble des secteurs émetteurs, les rythmes de décarbonation constatés et les indicateurs analysés soulignent de nombreux blocages », notamment en raison du secteur du transports, de l'industrie et du secteur de l'énergie, qui ont respectivement émis 130,5 ; 73,7 et 46,6 Mt éq.CO2 en 2022 (contre 127,6, 77,8 et 42,2 l'année précédente), en dépit de leurs engagements, des réglementations et des encouragements de l’État. Seules la construction et l'industrie ont amélioré leur empreinte carbone, dans un contexte de moindre activité lié à la pandémie de Covid-19. « Des actions correctrices rapides et en profondeur sont nécessaires pour réaliser, au rythme attendu, les transformations structurelles nécessaires. La France doit systématiser l'opérationnalisation de toutes les composantes de son cadre d'action stratégique climatique » estime le HCC dans son rapport 2023 Rapport annuel 2023 « Acter l’urgence, engager les moyens ». Il considère que la France n'est toujours « pas prête » à faire face au changement climatique et contient une liste de recommandations à cet effet.
Le Haut Conseil pour le climat appelle aussi à lancer un plan d'ampleur pour régénérer les forêts : l'absorption par les puits de carbone a chuté de 21 % en 2021, en partie à cause de la mortalité grandissante des arbres.